# Eleição municipal de Almirante Tamandaré (Paraná) em 2016
A eleição municipal de Almirante Tamandaré em 2016 foi realizada para eleger um prefeito, um vice-prefeito e 15 vereadores no município de Almirante Tamandaré, no estado brasileiro do Paraná. Foram eleitos Gerson Denilson Colodel e Camilo Daniel  para os cargos de prefeito(a) e vice-prefeito(a), respectivamente.
Seguindo a Constituição, os candidatos são eleitos para um mandato de quatro anos a se iniciar em 1º de janeiro de 2017. A decisão para os cargos da administração municipal, segundo o Tribunal Superior Eleitoral, contou com 61 531 eleitores aptos e 5 647 abstenções, de forma que 9.18% do eleitorado não compareceu às urnas naquele turno.

## Antecedentes
Na eleição municipal de 2012 o candidato Aldnei Siqueira do PSD, derrotou o atual prefeito Gerson Colodel do PMDB com um a diferenca de 4252 votos. O candidato foi eleito no primeiro turno com 37,13% dos votos válidos e em 2014 teve seu diploma de prefeito cassado, junto a seu vice Antonio Claret Giordano Todeschi. Nas eleições de 2016, Gerson Colodel (com vice Camilo Daniel Lovato) ganhou com 45% dos votos válidos o embate com o ex-prefeito Aldnei Siqueira.

## Campanha
Entre uma das propostas de governo se destaca a iniciativa de um Plano de Governo Colaborativo, na qual a participação do cidadãos, é a base de todo plano de gestão. O que Gerson Colodel apresenta como pontos fracos e necessários de otimização município são os considerados desafios básicos. Os desafios para com Almirante Tamandaré seria: na área de saúde, com falta de médicos, remédios e um hospital; na educação, com falta de professores, merenda e vagas no  Centro Municipal de Educação Infantil (CMEI); na Segurança Pública, já que são o 4º município mais violento do estado; e na infraestrutura, com ruas e asfalto com péssima qualidade.

## Resultados

### Eleição municipal de Almirante Tamandaré em 2016 para Prefeito
A eleição para prefeito contou com 4 candidatos em 2016: Sidnei Antonio Trevizan do Democracia Cristã (Brasil), Aldnei José Siqueira do Partido Social Democrático (2011), Gerson Denilson Colodel do Movimento Democrático Brasileiro (1980), Luiz Romeiro Piva do Partido Socialismo e Liberdade que obtiveram, respectivamente, 8 006, 15 496, 22 068, 3 466 votos. O Tribunal Superior Eleitoral também contabilizou 9.18% de abstenções nesse turno.
| Candidato(a)                  | Vice                             | Coligação                                      | Votos recebidos | Percentual |
| ----------------------------- | -------------------------------- | ---------------------------------------------- | --------------- | ---------- |
| Gerson Denilson Colodel (MDB) | Camilo Daniel Lovato             | Trabalho: para Cuidar de Almirante Tamandaré   | 22068           | 45%        |
| Aldnei José Siqueira (PSD)    | Antonio Claret Giordano Todeschi | Novo Tamandaré Não Para                        | 15496           | 31.6%      |
| Sidnei Antonio Trevizan (DC)  | Vilson Rogerio Goinski           | Juntos Por uma Cidade Melhor                   | 8006            | 16.33%     |
| Luiz Romeiro Piva (PSOL)      | Marcelo Pereira Machado          | Partido Socialismo e Liberdade (sem coligação) | 3466            | 7.07%      |

### Eleição municipal de Almirante Tamandaré em 2016 para Vereador
Na decisão para o cargo de vereador na eleição municipal de 2016, foram eleitos 15 vereadores com um total de 50 535 votos válidos. O Tribunal Superior Eleitoral contabilizou 2 941 votos em branco e 2 408 votos nulos. De um total de 61 531 eleitores aptos, 5 647 (9.18%) não compareceram às urnas .
| Nome                            | Partido político                               | Coligação                    | Votos recebidos | Percentual |
| ------------------------------- | ---------------------------------------------- | ---------------------------- | --------------- | ---------- |
| Claudeci Aparecido Rodrigues    | Partido da Mulher Brasileira (PMB)             | Tamandaré Melhor             | 1458            | 2.89%      |
| Claudevir Macedo Martim Garcia  | Partido Progressista (PP)                      | Tamandaré Não Para           | 1411            | 2.79%      |
| João Marcelo Bini               | Solidariedade (SD)                             | Tamandaré Segue em Frente    | 1339            | 2.65%      |
| Paulo Cesar dos Santos Cardoso  | Patriota (PATRI)                               | A Esperança no Futuro        | 1231            | 2.44%      |
| Osvaldo Stival                  | Partido da Social Democracia Brasileira (PSDB) | Juntos por uma Cidade Melhor | 1216            | 2.41%      |
| José Amauri Lovato              | Partido Social Democrático (PSD)               | Tamandaré Melhor             | 1055            | 2.09%      |
| Fabio Guerra Correa             | Partido Social Liberal (PSL)                   | Tamandaré Segue em Frente    | 1021            | 2.02%      |
| Antonio Ângelo Prodoscimo       | Partido Republicano da Ordem Social (PROS)     | Tamandaré Melhor             | 982             | 1.94%      |
| Ednilson Costa Faria            | Partido Social Democrático (PSD)               | Tamandaré Melhor             | 949             | 1.88%      |
| Osni Philipps Junior            | Partido Socialista Brasileiro (PSB)            | Tamandaré Não Para           | 883             | 1.75%      |
| Valtemir Honório dos Santos     | Partido Republicano Brasileiro (PRB)           | Cuidando de Nossa Gente      | 759             | 1.5%       |
| Maria Bernadete Afornali Pavoni | Partido Humanista da Solidariedade (PHS)       | Tamandaré Não Para           | 717             | 1.42%      |
| Amarildo Batista de França      | Partido Republicano Brasileiro (PRB)           | Cuidando de Nossa Gente      | 711             | 1.41%      |
| Laercio Silva de Souza          | Democratas (DEM)                               | Seguindo em Frente           | 504             | 1%         |
| Vanderlei Jose Giareta          | Partido Verde (PV)                             | Rumo ao Futuro               | 416             | 0.82%      |

## Análise
Em suma, a vitória com quase metade dos votos garantidos ao empresário Gerson Colodel e seu vice Camilo Lovato levou os candidatos aos 4 anos de mandato. Ele assumiu o cargo em 1º de janeiro de 2017, com mais de 60 milhões de dívidas deixadas por seu antecessor. Um dia após sua posse, o prefeito revogou lei que reduzia salário do prefeito, vice e secretários em 20%, "subindo" próprio salário.
Em uma entrevista para a Banda B o secretário de Governo e da Comunicação Social, Cesár Manfron rebate: “Essa lei foi feita por um período, onde os repasses não estavam normalizados. Foi por tempo determinado, uma fórmula diferenciada em que dizia que se continuassem as questões de diminuição de repasses ao município”. “Não foi extraordinário a revogação, o que foi extraordinário foi a lei de restruturação administrativa onde efetivamente tinham 26 secretarias e nós baixamos para 13, para diminuir a massa administrativa. Dentro disso, revogamos essa lei em virtude do repasse normalizado, verbas normais que o município recebe, e a mudança do brasão do município. Três no mesmo dia para que pudesse começar a administração”, finalizou Manfron.